# Лъжекосатка
Лъжекосатка, още малка или черна косатка (Pseudorca crassidens), е вид бозайник от семейство Делфинови (Delphinidae), единствен жив представител на рода Лъжекосатки (Pseudorca).

## Разпространение
Видът е разпространен в океаните по целия свят, но основно в тропическите райони.

## Описание
Лъжекосатката достига максимална дължина от 6 метра, въпреки че размерът може да варира доста. Тя е изключително общителна, известно е, че образува групи до 500 члена, а също така може да образува и групи с други видове делфини, като например афалата (T. truncatus).
Този делфин може да се гмурка надълбоко до максимална записана дълбочина от 927,5 м. Максималната скорост, която може да развива е около 29 км/ч.